# Black River (Goulburn River)
Der Black River ist ein Fluss in der Mitte des australischen Bundesstaates Victoria.
Er entspringt unterhalb des Mount Singleton, der nördlich des Mount Baw Baw liegt. Von dort fließt er nach Nordwesten und mündet schließlich bei Burnt Camp in den jungen Goulburn River.